# I arrondissement di Lione
Il I arrondissement di Lione (in francese 1er arrondissement de Lyon) è uno dei nove arrondissement in cui è suddivisa la città francese di Lione.
Si trova alle pendici della Croix-Rousse e nella parte settentrionale della Presqu'île formata dai fiumi Saona e Rodano. Con una superficie di 1,51 km², è il più piccolo tra gli arrondissement di Lione ed ospita la sede del municipio cittadino.

## Storia
Fu istituito per decreto presidenziale il 24 marzo 1852.

## Monumenti e luoghi d'interesse
- Municipio di Lione
- Museo delle Belle Arti
- Opéra de Lyon
- Anfiteatro delle Tre Gallie